# キルギス共和国軍
キルギス共和国軍（キルギスきょうわこくぐん、キルギス語：Кыргыз Республикасынын Куралдуу Күчтөрүнүн）は、キルギス共和国の国軍。旧ソ連軍のトルキスタン軍管区の部隊を継承して現在に至る。
総員は10,900人（陸軍8,500人、空軍2,400人）。このほか、準軍隊9,500人（国境警備隊5,000人、内務省軍3,500人、国家親衛隊1,000人）を有する。

## 歴史
1992年1月13日、国家国防問題委員会（議長：ジャヌィベク・ウメタリエフ少将）が創設される。5月29日、キルギス領内の旧ソ連軍の部隊と施設が管轄下に置かれた。
1993年末、国家防衛委員会はキルギス国防省に改編された。
1999年、バトケンおよびジャラル・アバド州に侵入した不法武装部隊の撃滅のために、国防省、内務省、国家保安庁、非常事態省、国家親衛隊の部隊から南部軍集団（司令官：アブドゥグル・チョトバエフ）が編成された。2000年12月、軍集団解散。2001年、臨時編成部隊として南部軍集団が復活し、ウズベキスタン、タジキスタン、カザフスタン、ロシアと協力して、チョン・アライおよびタシクムィル方面の不法武装部隊を撃滅した。
2006年後半、防空軍は空軍に統合された。
2010年キルギス騒乱の際、共和国軍は国境警備隊とともに、ローザ・オトゥンバエヴァを首班とする暫定政府側に付いた。
2021年、2022年にタジキスタン国境沿いで武力衝突が発生。キルギス共和国軍側にも死者が生じている。

## 機構

### 二軍
キルギス共和国軍は、地上軍（陸軍）、空軍の2軍種から成る。
- 陸軍
- 空軍（航空局）

### 統制機関
- キルギス国防省
  - キルギス共和国軍参謀本部

## 装備

### 陸軍

#### 小火器
- PSM[5][注釈 1]
- トカレフ[5][注釈 1]
- マカロフ[5][注釈 1]
- AKM[5][注釈 1]
- AK-74[5][注釈 1]
- AKS-74U[5][注釈 1]
- ドラグノフ[5][注釈 1]
- RPK-74[5][注釈 1]
- PK[5][注釈 1]
- DShK[5][注釈 1]
- NSV[5][注釈 1]
- RPG-7[5][注釈 1]

#### 戦車
- T-72 ×150両[1]

#### 装甲戦闘車両
- BRDM-2 ×30両[1]
- BRDM-2M ×9両[1][6]
- BMP-1 ×230両[1]
- BMP-2 ×90両[1]
- BTR-70 ×25両[1]
- BTR-70M ×20両[1]
- BTR-80 ×10両[1]

#### 対戦車兵器
- 9K11 マリュートカ 対戦車ミサイル[1]
- 9K111 ファゴット 対戦車ミサイル[1]
- 9K111-1 コンクールス 対戦車ミサイル[1]
- SPG-9 無反動砲[1]
- MT-12/T-12 100mm対戦車砲 ×18門[1]
- M-1944 100mm対戦車砲 ×18門[1]

#### 火砲・ロケット砲
- 2S1 グヴォズジーカ 122mm自走榴弾砲 ×18両[1]
- D-30 122mm榴弾砲 ×72門[1]
- M-30 122mm榴弾砲 ×35門[1]
- D-1 152mm榴弾砲 ×16門[1]
- BM-21 自走多連装ロケット砲 ×15両[1]
- 9P140 ウラガン 自走多連装ロケット砲 ×6両[1]
- 2S9 ノーナ-S 120mm自走迫撃砲 ×12両[1]
- BM-43 82mm迫撃砲[5][注釈 1]
- 2B9 82mm迫撃砲[5][注釈 1]
- 2S12（ロシア語版） 120mm迫撃砲 ×6門[1]
- M-120（ロシア語版） 120mm迫撃砲 ×48門[1]

#### 対空兵器
- 9K32 ストレラ-2 地対空ミサイル[1]
- 9K35 ストレラ-10 地対空ミサイル[1]
- ZSU-23-4 23ｍｍ自走高射機関砲 ×24両[1]
- S-60 57mm高射機関砲 ×24門[1]

### 空軍

#### 固定翼機
- An-2 コルト ×4機[1]
- An-26 カール ×2機[1]
- L-39 アルバトロス ×4機[1]

#### ヘリコプター
- Mi-24 ハインド ×2機[1]
- Mi-8MT ヒップ ×4機[1][6]
- Mi-8 ヒップ ×8機[1]

#### 対空兵器
- S-75M3 ドヴィナー 地対空ミサイル ×6[1]
- S-125M1 ネヴァーM1 地対空ミサイル ×8[1]

### 国境警備隊

#### 装甲戦闘車両
- ティーグル ×54両[1]

## 階級
- 将官
  - 上級大将
  - 大将
  - 中将
  - 少将
- 佐官
  - 大佐
  - 中佐
  - 少佐
- 尉官
  - 大尉
  - 上級中尉
  - 中尉
  - 少尉
- 准士官
  - 上級准尉
  - 准尉
- 下士官
  - 曹長
  - 上級軍曹
  - 軍曹
  - 伍長
- 兵
  - 上等兵
  - 兵（生徒）

## 戦歴
- バトケン戦争（第1次：1999年～2000年、第2次：2001年）

## 徴兵制度
キルギス共和国軍の徴兵対象年齢は18 - 27歳で、18ヶ月間（高校卒業者は12ヶ月間）服務する。召集は年2回行われ、毎回約5,000人が召集される。
1992年12月に代替奉仕法が採択され、一定の条件下で良心的兵役拒否が制度化された。代替奉仕者は公共施設の警備、災害復興サービスなどに回され、奉仕期間は24ヶ月間（高校卒業者は18ヶ月間）である。

## 教育制度
キルギス共和国軍の将校は、キルギス国家軍事士官学校とビシュケク高等軍事学校で養成される。予備役将校は、民間の大学の軍事講座で養成される。その外、ロシア、カザフスタン、アメリカ合衆国、トルコ、ドイツ、中華人民共和国、インド、フランス、イギリス、アゼルバイジャンの軍学校に留学生を派遣している（90%はロシアとカザフスタン）。1997年に准尉学校が開設された。

## 準軍隊
キルギスには、キルギス共和国軍の外、各省庁が管轄する準軍隊が存在する。これら準軍隊は平時は各省庁が管轄するが、戦時は国防省の統制下に入る。
- 内務省国内軍
- 非常事態省の民間防衛部隊
- 国家保安庁の特殊部隊
- 国境庁の国境警備隊
- 大統領直轄の国家親衛隊